# Okrągłe (Dąbrówno)
Okrągłe (deutsch Klein Lehwalde) ist ein Dorf in der polnischen Woiwodschaft Ermland-Masuren. Es gehört zur Gmina Dąbrówno (Landgemeinde Gilgenburg) im Powiat Ostródzki (Kreis Osterode in Ostpreußen).

## Geographische Lage
Okrągłe liegt westlich des Lewalder Sees (polnisch Jezioro Okrągłe) im Südwesten der Woiwodschaft Ermland-Masuren, 31 Kilometer südlich der Kreisstadt Ostróda (deutsch Osterode in Ostpreußen).

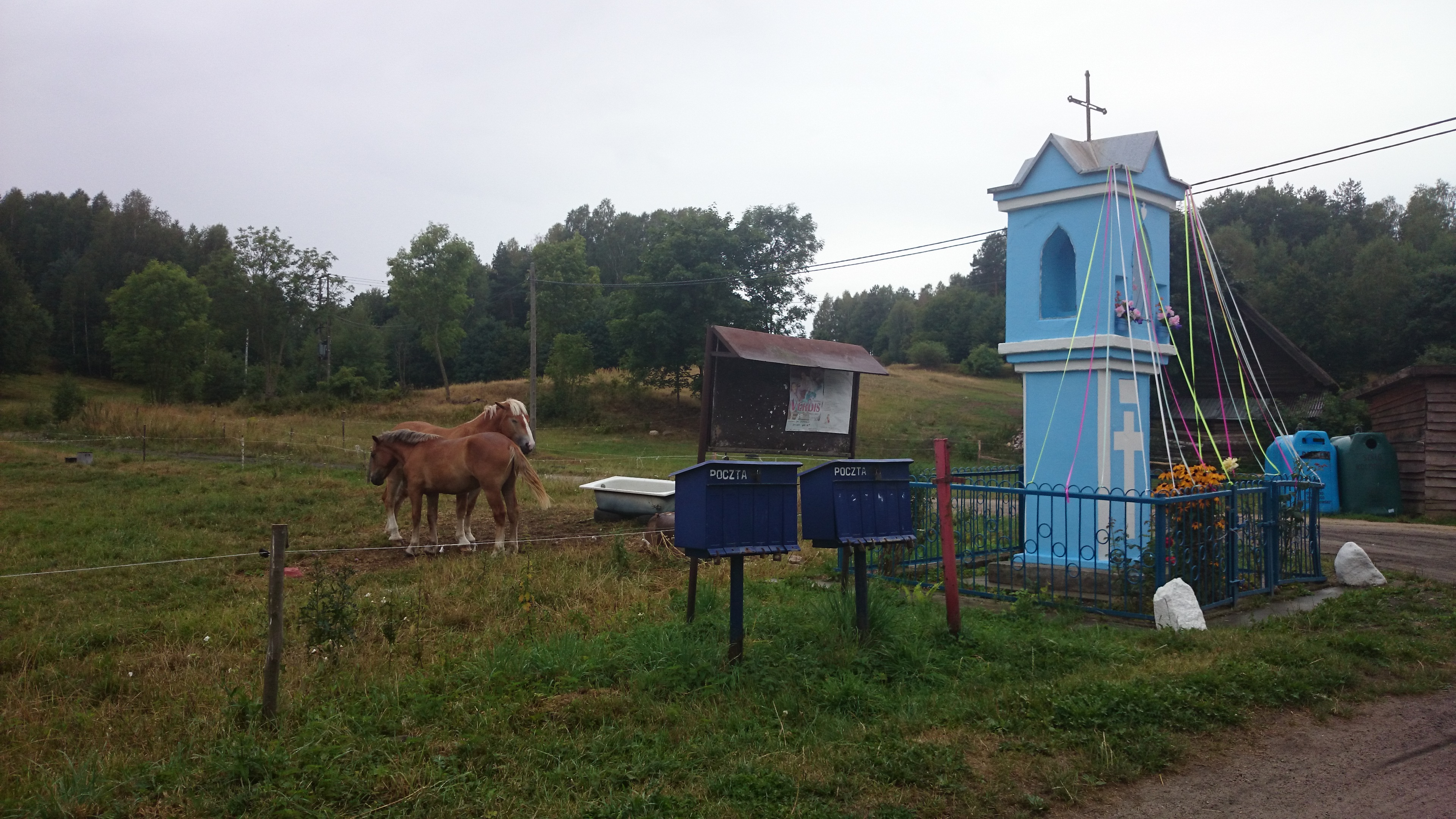
Bildstock im Ortszentrum von Okrągłe

## Geschichte
Bei Klein Lehwalde handelte es sich um einen weit gestreuten Ort, der noch bis zum 25. Juni 1871 Okrongeln hieß. Ab diesem Datum wurde das Dorf eine selbständige Gemeinde. Als solche wurde sie 1874 in den neu errichteten Amtsbezirk Elgenau (polnisch Elgnowo) im Kreis Osterode in Ostpreußen eingegliedert. Zu ihr gehörte auch der Wohnplatz Kolonie, der im Jahre 1905 17 Wohnhäuser umfasste.
Im Jahre 1910 zählte die Landgemeinde Klein Lehwalde 277 Einwohner. Ihre Zahl verringerte sich bis 1933 auf 205 und belief sich 1939 auf noch 180.
1945 kam das Dorf in Kriegsfolge mit dem gesamten südlichen Ostpreußen zu Polen. Klein Lehwalde erhielt die polnische Namensform „Okrągłe“ und ist heute eine Ortschaft im Verbund der Gmina Dąbrówno (Landgemeinde Gilgenburg) im Powiat Ostródzki (Kreis Osterode in Ostpreußen), bis 1998 der Woiwodschaft Olsztyn, seither der Woiwodschaft Ermland-Masuren zugehörig. Im Jahre 2011 zählte das Dorf 90 Einwohner.

## Kirche
Bis 1945 war Klein Lehwalde in die evangelische Kirche Gilgenburg in der Kirchenprovinz Ostpreußen der Kirche der Altpreußischen Union sowie in die römisch-katholische Kirche Gilgenburg eingepfarrt. Heute gehört Okrągłe katholischerseits zu Dąbrówno im Erzbistum Ermland, evangelischerseits zur Kirche in Gardyny ((Groß) Gardienen), einer Filialkirche der Pfarrei Nidzica (Neidenburg) in der Diözese Masuren der Evangelisch-Augsburgischen Kirche in Polen.

## Verkehr
Okrągłe liegt an einer Nebenstraße, die von Lewałd Wielki (Groß Lehwalde) nach Okrągłe und weiter bis zur 1255N (Dąbrówno–Tuczki) führt. Eine Bahnanbindung besteht nicht.